# 親衛隊
親衛隊（）とは、主に君主や元首、それに類する重要人物の身辺警護をする武装組織。

## 概要
様々な国家に設置されるが、日本においては近衛が他国の親衛隊にあたる武装組織であり、「近衛府」は律令制下における令外官の一つであり、天平神護元年（765）に授刀衛が近衛府と改称され、大同二年（807）に近衛府を左近衛府と改め中衛府を右近衛府に改めたことに始まる。一方で「親衛」は近衛府の唐名として記されるものであり役職上の名称ではなかった。明治には1872年（明治5）3月に近衛条例制によって近衛局が設置され山県有朋が近衛都督に任命され、従来の親兵を近衛兵と改称しその指揮権を委任されている。
親衛隊は主に軍隊の中の一部署である場合が多いが、中には完全に独立した組織であるものもあった。どちらの場合も少数精鋭（とはいっても複数個師団・旅団規模）。中でもナチス親衛隊は大きく、規模は総軍だった。ドイツ第三帝国の武装親衛隊、日本の近衛師団やイギリスの近衛兵は、警護任務だけでなく一般部隊と同様に戦争にも参加した。

### 派生
本義の親衛隊になぞらえて、日本の応援団や暴走族では団体旗を掲げて守る本部直属のグループを親衛隊と呼称している。応援団の場合、関西では親衛隊（多くは正旗手が親衛隊長を務める）、関東では旗手隊と称する団が多いようであるが、詳細は各項目を参照されたい。

## 歴史
古代国家の軍隊は、戦時にのみ召集され、戦いが終わると解散された。しかし訓練によって戦力を維持し、団結力を保つために次第に常備軍の設置が目指された。特にアケメネス朝の不死隊、テーバイの神聖隊などが知られる。これらが国王や元首と共に戦場で戦ったために近衛兵や親衛隊と呼ばれるようになった。また平時においては、警察など治安組織としての役割も果たした。
しかし歴史上、最も重要な部隊になったのがローマ帝国の親衛隊である。彼らは、単なる精鋭部隊ではなく武装した軍隊が侵入することが許されないイタリア半島に駐屯し、皇帝を警護する唯一の部隊となった。やがて皇帝の相談役となる人物が現れたり皇帝を暗殺し、皇帝を擁立するようになって政治的にも重要な組織となった。
近世以降、元首が自ら親衛隊と共に戦場で戦うことはなくなった。また常備軍が拡大し、親衛隊だけが常備軍ではなくなった。そこで警護部隊以外にもエリート部隊の称号として与えられるようになった。

## 親衛隊の例
- プラエトリアニ - ローマ軍親衛隊。ローマ皇帝の直属の警護軍団として唯一イタリア半島での駐屯が許された軍団。
- 親衛隊 (ナチス)（シュッツシュタッフェル（Schutzstaffel）） - ナチス・ドイツにおける国家社会主義ドイツ労働者党（ナチ党）の直属軍事組織。ドイツ語の略称「SS」で知られる。武装親衛隊は戦闘に出征。一般親衛隊は国家保安本部などの公安警察的役割。
- イェニチェリ - オスマン帝国のスルタン直属部隊。戦場では、スルタンと食事を共にした。
- ドルジーナ - キエフ大公国などの親衛隊。
- ドルジナ - ポーランド王国の親衛隊。
- ヴァリャーグ（ヴァラング隊 (Varangias)） - 東ローマ帝国の親衛隊。従士団を持っていた。元はキエフ大公国から来たヴァイキング。
- セルデューク - ヘーチマン国家の親衛隊。セルジューク、セルジュクとも。
- ルィーンダ - ロシア・ツァーリ国の親衛隊。1698年にピョートル1世によってクーデター加担の嫌疑で廃止された。
- ロシア帝国親衛隊 - ロシア帝国における皇帝の近衛部隊の名称。グヴァルジヤ。
- 宿衛所 - 李氏朝鮮の親衛隊。“スギソ”と読む。
- 親衛隊 (ソ連・独立国家共同体) - ソビエト連邦、ロシア連邦などにおけるエリート部隊の名称。グヴァルジヤ。
- ロシア国家親衛隊 - プーチン大統領が2016年、ロシア内務省軍を中心として創設する大統領令に署名した。
- ウクライナ国家親衛隊 - 2014年3月14日、ウクライナ国内軍を再編する形で編成。
- フランス共和国親衛隊（ギャルド・レピュブリケーヌ） - 大統領府やエリゼ宮殿等を警備する、フランス国家憲兵隊所属の親衛隊。麾下の軍楽隊「ギャルド・レピュブリケーヌ管弦楽団」は“世界最強の楽団”として知られる。
- 特別共和国防衛隊 - フセイン時代のイラクの大統領親衛隊。戦闘に出征。
- サウジアラビア国家警備隊 - サウジアラビアの王室及び部族の警護・防衛を担当。独立以前のサウド家の私兵と配下の豪族の兵力を統合したもので、国防軍より歴史が古い。サウジアラビア国内において最も保守・親イスラム派であるとされる。軍部による政権奪取を予防するため、制度的に（比較的世俗派とされる）国防軍とは対立関係にある。国防軍は国防相が掌握するのに対し、同隊は第二首相の管轄下にある。また、任務も国防軍が対外防衛なのに対し、国家親衛隊は治安維持や対テロ作戦に従事しており軽装備である。
- 近衛師団 - 大日本帝国陸軍の皇室警護部隊。ただし戦時には、一般部隊同様に出征した。
- 近衛兵 (イギリス) - イギリス陸軍の王室警護部隊。バッキンガム宮殿の王室騎兵は有名。
- ブータン国王親衛隊 - ブータン王国軍の下部組織で、国王及び王族を護衛する。

### 親衛隊に類似する組織
- イラク共和国防衛隊 - フセイン時代の正規の国防軍とは別の武装親衛隊的な軍事組織。フセイン時代のイラクと同じくバース党が政権を握るシリアにも類似した性質の部隊（共和国防衛隊）が存在する。
- イスラム革命防衛隊（パースダーラーン） - イランのイスラム体制の防衛を主任務とする部隊。革命防衛隊省の管轄にあり、国防軍とは別個の組織である。ただし、実際の指揮系統等は便宜的に国防軍と統合されている。独自の海上部隊や航空部隊も保有する。
- 皇宮警察 (宮内省) - 日本の天皇と皇族を専門に警護する宮内省管轄の組織。日本が太平洋戦争で敗戦するまでは、旧日本陸軍の近衛師団と分担して天皇や宮城を警護してきた。現在の皇宮警察は、警察庁の管理下にある政府組織であり、君主の命により国内外において独立した活動が出来るような親衛隊や近衛部隊という軍組織というような性質のものではない。しかし武装可能な警察組織であるうえ、皇室に対してのみ専従する警護組織という性質を持つ。さらに英名が近衛兵や親衛隊を意味する「Imperial Guard」であり、儀仗において非常に大きな役割を果たしている。このことから事実上の「親衛隊相当の組織」ということも可能である。
- アメリカ海兵隊 - 大統領府や在外公館敷地内の警備も担当し、大統領が搭乗するヘリコプターは海兵隊の所属である。陸海空軍と異なり、外国への武力介入の際には、議会への事後報告が必要とはいえ国家元首である大統領が自分の一存で動かすことが出来る。つまり海兵隊のみ動いている段階では武力介入（日本で言う「事変」）に過ぎず、“全面戦争”ではない。
- 朝鮮人民軍陸、海、空軍名誉衛兵隊 - 具体的にどのような部隊か不明だが地上・海・空軍のエリート部隊。青年親衛隊という民兵部隊も存在する。
- 中国共産党中央弁公庁警衛局中央警衛団

## 日本史上の親衛隊
日本史上では律令制下において、近衛府の唐名として羽林とともに「親衛」の語が使われた。ただし、これは一般的な用例ではない。従って「近衛」と「親衛」という語は厳密には同義とはいえないが、事実上、同じと見てさしつかえない。皇太子の親衛隊としては、春宮坊（とうぐうぼう）舎人監（とねりげん）に属する東宮舎人（とうぐうとねり）から30人が選ばれた帯刀舎人（たちはきのとねり）が任務に当たった。
9世紀以降、律令制の崩壊に伴い、それまで天皇の警護を司っていた大伴氏を長とする衛府が実質を失ってゆく。これに代わり蔵人所の滝口（滝口武者）と呼ばれる武士が大内（皇居）警護の役割を担うようになった。清和源氏嫡流の摂津源氏は、代々、大内守護の任についた。
11世紀末には、院政を行った白河法皇により院御所に詰めて上皇を護衛する武士集団として北面武士が創設され、後の後鳥羽上皇は加えて西面武士を組織した。なお、前者が主に寺社の強訴を防ぐための院の直属軍として創られたのに対して、後者は鎌倉幕府に対抗するための軍事力とされる。また、法的には皇太子の親衛隊であるはずの帯刀舎人も、院の軍事力に組み込まれた。公家政権（朝廷）と武家政権（幕府）が対立した承久3年（1221年）の承久の乱で幕府側が勝利すると、北面武士は縮小されて御所の警備隊程度の存在となり、西面武士は解体された。
戦場で軍旗を守る武士団は旗本と呼ばれ近衛兵のような働きをしていた。さらに、武士が台頭してくると、大名の側近として親衛隊的な役割も果たす馬廻が登場する（馬廻衆）。室町時代に、3代将軍足利義満が将軍直属の軍事力として御馬廻の整備を始め、9代将軍足利義尚が奉公衆を確立するに至ったが、明応2年（1493年）に10代将軍足利義稙が廃立された明応の政変で事実上解体された）。
江戸幕府は、徳川家康の三河領有時代から身辺警護の馬廻と積極的に前線へ投入する旗本先手役があり、前者は書院番・小姓組が、後者は新たに大番が整備され、前者が親衛隊的な立場にあった。
明治維新後は、宮内省侍従職の内舎人が天皇の身辺警護にあたり、陸軍の近衛師団（前身は御親兵）、宮内省の皇宮警察は、宮城の警護及び儀仗を担当した。
太平洋戦争後は、警察庁に移管された皇宮警察本部が皇居・離宮の警護及び儀仗の任務を担当している。現在の皇宮警察の英語表記は、近衛兵や親衛兵を意味する「Imperial Guard」であり事実上の皇室の親衛隊となっている。また、皇居に隣接する北の丸公園に警視庁第一機動隊の本部が置かれており、皇居の外側は第一機動隊が警備している。このことから「近衛の一機」の通称がある（一機隊長の階級は警視正で、有事には他の機動隊と連隊を組み、総指揮官たる連隊長となることもある）。なお、自衛隊には親衛隊に相当する部隊は存在しない。